# NGC 2197
NGC 2197 je otvoreni skup  u zviježđu Zlatnoj ribi. 

## Vanjske poveznice
- SEDS: NGC 2197